# Иван (озеро, Забайкальский край)
Иван — озеро на территории Арахлейского сельского поселения в западной части Читинского района Забайкальского края России. Входит в Ивано-Арахлейскую систему озёр.
Озеро Иван располагается в бассейне реки Витим на высоте 963 м над уровнем моря. Площадь водоёма составляет 16,2 км², водосборная площадь — 141 км². Наибольшая глубина — 5,6 м. Минерализация воды составляет 100—200 мг/л. Объем воды в озере составляет 0,05 км3. Длина береговой линии — 17,1 км.
В июле 2019 года в озеро выпустили 80 тысяч мальков пеляди за счёт угольных предприятий, компенсирующих экологический ущерб.